# Juan Vicente Masip

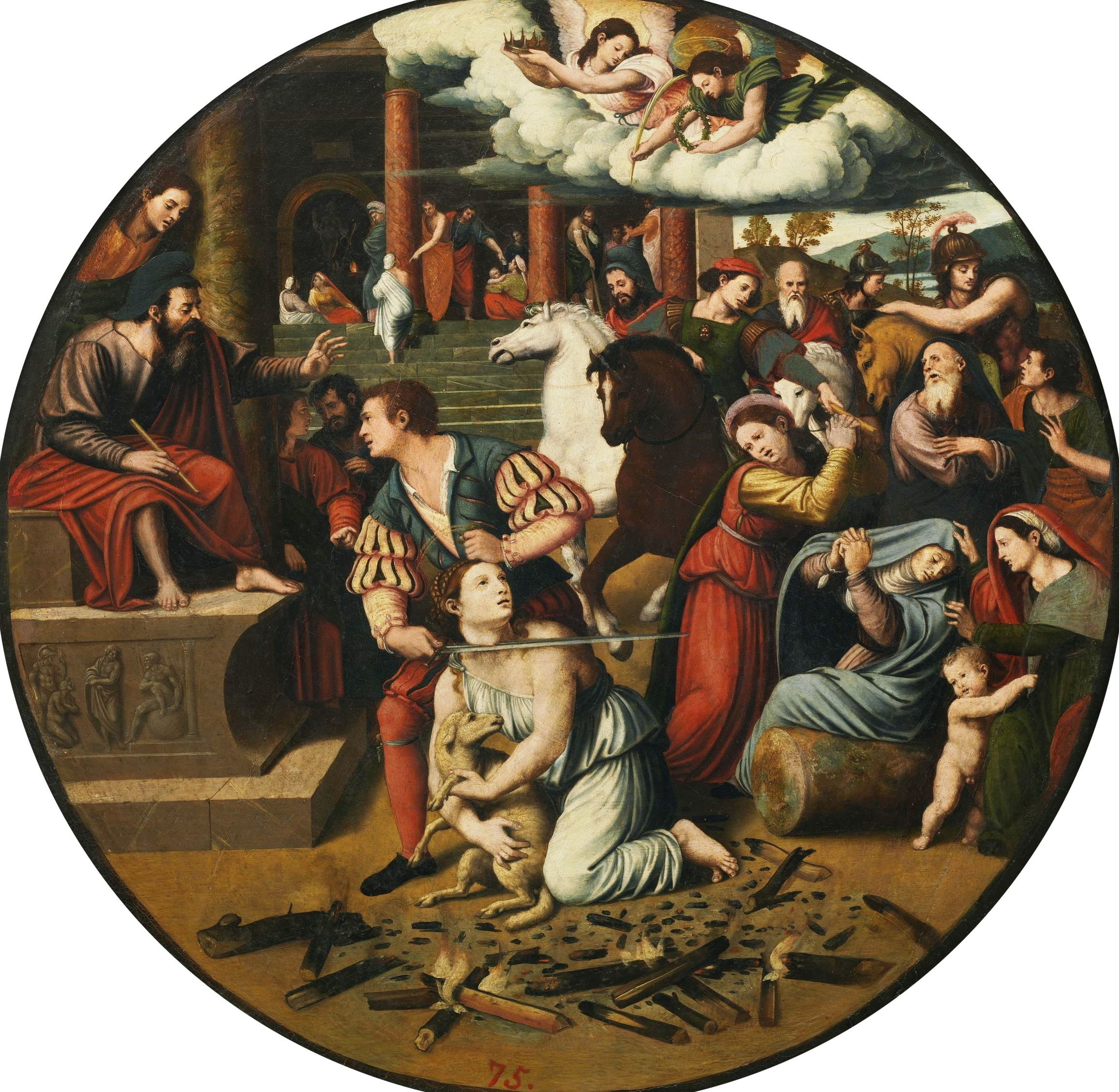
Martírio de Santa Inês. Museu do Prado, Madrid.

Juan Vicente Masip (em catalão:  Joan Vicent Masip; 1475 — 1545) foi um pintor espanhol do período renascentista, considerado um dos expoentes da escola de pintura de Valência. O seu filho, Juan de Juanes, foi extremamente influente durante o seu período de maturidade e, na opinião de alguns historiadores, muitas das obras que são atribuídas ao pai neste período deveriam ser atribuídas ao filho.

## Ver Também
- História da pintura
- Pintura do gótico
- Pintura na Espanha